# Johan Koed-Jørgensen
Johan Koed-Jørgensen (født 13. august 1942 på Skovdruplund ved Seest) er en dansk godsejer og forretningsmand, der ejer de jyske godser Åkær, Rodsteenseje og Tammestrup.

## Opvækst og uddannelse
Koed-Jørgensen er opvokset på godset Julianelyst, som hans far Jørgen Terkelsen Koed-Jørgensen ejede. Han tog realeksamen som 15-årig og blev derefter landvæsenselev, aftjente sin værnepligt i Livgarden og rejste til USA, hvor han videreuddannede sig indenfor landbrug.

## Godsejer
Han købte gården Ny Hammelmose efter sin hjemkomst fra USA. Senere har han købt og solgt en række godser og bygget Danmarks nyeste herregårdsanlæg, Øland-Attrup ved Brovst, som han senere afhændede. Johan Koed-Jørgensen købte sit barndomshjem Julianelyst af sin mor i 1976, men solgte det igen i 2010 til LEGO ejeren Kjeld Kirk Kristiansens datter Agnete Kirk Thinggaard og hendes mand Claus Thinggaard for 175 mio kr. Koed-Jørgensen ejer godset Åkær 3 km nord for Horsens Fjord, som han i 1993 købte på tvangsauktion. Efter overtagelsen af sidstnævnte ryddede han en del skove og enge, hvilket affødte hård kritik fra flere naturbeskyttelsesforeninger. Provenuet fra salget af Julianelyst brugte Koed-Jørgensen til at købe Rodsteenseje i 2011 og Tammestrup i 2012.

## Kontroverser

### Gisselfeld
Fra 1996 indtil 2002 sad han i bestyrelsen for Gisselfeld ved Haslev, efter at klostrets arveligt indsatte overdirektør, greve Erik Danneskiold-Samsøe, tilkaldte ham. Fra 1998 var han formand for bestyrelsen og blev genstand for megen medieomtale, fordi mange af godsets medarbejdere sagde op; angiveligt på grund af chikane. Hans sidste handling i bestyrelsen var at afsætte greven i forbindelse med Gisselfeld-sagen, der var en strid om kontrollen med klosteret. Efterfølgende er Koed-Jørgensen også blevet kritiseret af sin tidligere bestyrelseskollega, general K.G.H. Hillingsø.

### Træfældninger ved Åkær
I efteråret 2024 blev der fældet over 30 træer langs Odder Å og Rævs Å ved godset Åkær. Det fik Odder Kommune til at kalde det en "klokkeklar og grov overtrædelse af naturbeskyttelseslovens §3". I længere tid var der blevet fælder træer, og sagen blev meldt til politiet. Yderligere træer blev i samme ombæring fældet langs Houvej, mellem Odder og Hou, hvor hovedparten af træerne var placeret på Odder kommunes matrikel. Yderligere kommunalt ejede træer er blevet fældet i området mellem Ørting og Hundslund. Hændelserne har bl.a. medført 7 sigtelser. Der menes at fældningen af kommunens træer er både tyveri samt groft hærværk, og at kommunen 
Odder kommune mener at træerne langs brinken af Odder Å og Rævs Å, strider mod naturbeskyttelsesloven. Odder Å og Rævs Å er beskyttede vandløb efter naturbeskyttelseslovens § 3. I loven beskriver bl.a. at der ikke må fortages ændringer af tilstanden af beskyttet natur.
Den 1. april 2025, har advokat Jens Glavind, der er advokat for godsets ejer, udtalt at det er Åkær Gods der står bag fældningerne. Han udtaler sig "Min klient har derfor med rette fjernet træerne, som led i almindeligt vedligehold af åen og helt i overenstemmelse med den måde, man gennem mange år har foretaget vedligehold på". Baggrunden for beskrivelsen af "almindeligt vedligehold af åen" stemmer ikke overens med det fastlagt regulativ for Rævs Å, hvor der af afsnittet om vedligeholdelse bl.a. beskrives "1. Som hovedregel beskæres kantvegetationen ikke. Såfremt der ved tilsyn konstateres behov herfor, beskæres kantvegetationen i tilslutning til sidste grødeskæring". Derudover beskriver regulativet at det er Aarhus amt, nu Odder kommune, der er ansvarlige for udførsel af vandløbsvedligeholdelse, og at lodsejere skal henvende sig til kommunen ved klager. Det samme står beskrevet i regulativet for Odder Å.
Den 1. maj kom det frem at Koed-Jørgensen erkendte træfældningerne.

## Øvrig erhvervsvirksomhed
I 1991 tog Koed-Jørgensen initiativ til at etablere Skørping Privathospital A/S.

## Hæder
Koed-Jørgensen blev i 1997 Ridder af Dannebrog og fra 2003 af 1. grad.